# Papa Giulio III
Giulio III, in latino Iulius PP. III, nato Giovanni Maria Ciocchi del Monte (Roma, 10 settembre 1487 – Roma, 23 marzo 1555), è stato il 221º papa della Chiesa cattolica e il 129º sovrano dello Stato Pontificio dal 1550 alla morte.

## Biografia
Giovanni Maria Ciocchi del Monte nacque a Roma da Vincenzo Ciocchi del Monte, famoso giurista, e da Cristofora Saracini. La famiglia era originaria di Monte San Savino. Secondogenito di cinque figli, fu educato, secondo i dettami dello zio cardinale Antonio Maria Ciocchi del Monte, in un prestigioso oratorio presso il Laterano, dove ebbe come tutore l'umanista Raffaele Lippo. Seguendo le orme del padre, in seguito, studiò giurisprudenza nelle Università degli Studi di Perugia e di Siena. Quando, dopo la laurea, fu avviato alla carriera ecclesiastica, studiò teologia sotto il domenicano Ambrogio Catarino Politi.
Dopo la morte del padre, avvenuta nel 1504, divenne cancelliere di papa Giulio II. Nel 1511 suo zio, Antonio Ciocchi del Monte, fu creato cardinale. Nel 1513 succedette allo zio come arcivescovo di Siponto (oggi Manfredonia, in Puglia). Nel 1521 aggiunse anche la diocesi di Pavia. Il 16 febbraio 1513 fu presente alla cerimonia di inaugurazione della nuova sessione del Concilio Lateranense V. Durante il Sacco di Roma del 1527, fu uno degli alti prelati consegnati da papa Clemente VII alle forze dell'imperatore come ostaggi. Avrebbe potuto restare ucciso assieme agli altri a Campo de' Fiori, se non fosse stato liberato in segreto dal cardinale Pompeo Colonna.
Fu creato cardinale presbitero nel concistoro del 22 dicembre 1536 da Paolo III, il giorno successivo ricevette la berretta rossa e il 15 gennaio 1537 ricevette il titolo di San Vitale. Prese parte alla commissione incaricata della preparazione del concilio di Trento. I lavori si protrassero dal 2 novembre 1544 al 12 dicembre 1545. Compito della commissione fu quello di scegliere gli argomenti di discussione e di sorvegliare i dibattiti.
Il 13 dicembre 1545 aprì la prima sessione dei lavori nella sua funzione di legato pontificio (fu uno dei tre legati papali, assieme all'inglese Reginald Pole e a Marcello Cervini, il futuro papa Marcello II). Nel 1547 appoggiò la decisione di trasferire il concilio a Bologna.

### Cronologia incarichi
- Canonico della cattedrale di Arezzo;
- 1504: è cancelliere di papa Giulio II;
- 18 marzo 1513 – 25 giugno 1544: è arcivescovo di Siponto (sede lasciatagli dallo zio Antonio Maria Ciocchi del Monte);
- 1513-1517: è vice legato apostolico a Perugia;
- 1517: governatore di Perugia;
- 15 marzo 1521 – 3 giugno 1530: è vescovo di Pavia (prima nomina);
- Durante il pontificato di Clemente VII è nominato due volte prefetto di Roma;
- 1528: è presidente della Provincia Romandiolæ;
- 1533: è segretario del cardinale Antonio Ciocchi del Monte;
- 1534: è vice legato della Provincia Romandiolae;
- 1534-36: è legato a Parma e Piacenza;
- 1535: è legato della Provincia Romandiolae;
- Agosto-dicembre 1536: è uditore presso la Camera Apostolica;
- 22 dicembre 1536: è nominato cardinale presbitero;
- 15 gennaio 1537 – 11 ottobre 1542: assume il titolo cardinalizio dei Santi Vitale, Valeria, Gervasio e Protasio;
- 1537-1539: è legato a Parma e Piacenza (seconda nomina);
- 14 giugno 1540 - 28 novembre 1541: è amministratore apostolico della Diocesi di Polignano;
- 24 settembre 1540: è il primo legato di Romagna;
- 11 ottobre 1542 – 4 ottobre 1543: assume il titolo cardinalizio di Santa Prassede;
- 5 ottobre 1543 – 7 febbraio 1550: è cardinale vescovo di Palestrina;
- 5 gennaio 1543 - 12 dicembre 1545: membro della commissione per la riforma della Chiesa;
- 5 giugno 1544 – 7 febbraio 1550: è vescovo di Pavia (per la seconda volta);
- 13 dicembre 1545 – 26 marzo 1547: è legato pontificio al Concilio di Trento (residente al Palazzo a Prato), dove esercita la funzione di co-presidente dell'assemblea dei padri conciliari. Si dimette dall'incarico per malattia (un attacco di artrite gottosa).
- 1548: è legato a Bologna.
- 7 febbraio 1550: viene eletto romano pontefice (il pontificato termina con la sua morte, il 23 marzo 1555).

### Il conclave del 1549-1550
Gian Maria Ciocchi del Monte fu eletto papa il 7 febbraio 1550 e fu incoronato nella basilica patriarcale vaticana il 22 febbraio dal cardinale Innocenzo Cybo, protodiacono di Santa Maria in Domnica. Scelse il nome pontificale di Giulio III in onore del suo predecessore Giulio II. Fu il primo papa nativo di Roma dopo Onorio IV (1285-1287).
Nel conclave successivo alla morte di Paolo III (10 novembre 1549) i 54 cardinali erano divisi in tre fazioni: gli imperiali, i francesi, e i sostenitori dei Farnese. Tre non parteciparono, così entrarono in conclave 51 cardinali, ma due morirono prima della proclamazione, riducendosi a 49 quando il papa fu eletto. Il collegio cardinalizio si riunì nella Cappella Paolina della Basilica Vaticana, a lato della più famosa Cappella Sistina.

I cardinali francesi furono abili ad evitare l'elezione di un candidato delle altre due fazioni; ma le divisioni nel collegio cardinalizio si protrassero. Dopo dieci settimane (73 giorni e 71 scrutini), venne eletto il cardinale del Monte come candidato di compromesso.
Aperto il 29 novembre 1549 e concluso il 7 febbraio 1550, fu il conclave più lungo da oltre due secoli.

## Il pontificato

### Il Concilio di Trento
Tra le prime decisioni del nuovo pontefice vi fu la riapertura del Concilio, interrotto dal suo predecessore il 13 settembre 1549. Infatti, nel primo concistoro tenuto il 28 febbraio 1550, Giulio III manifestò chiaramente l'intenzione di riconvocare l'assise, d'accordo con l'imperatore, e nominò una commissione cardinalizia, che decise di riaprire il Concilio a Trento.
Il 14 novembre 1550 Giulio III pubblicò la bolla Cum ad tollenda con la quale riconvocò i padri conciliari per il 1º maggio 1551 a Trento. Per rendere più comodo il viaggio dei prelati verso Trento, per la prima volta furono usate carrozze dotate di cinghie di cuoio con funzione di ammortizzatore.
Il 28 aprile 1552, però, il concilio venne sospeso a causa dell'inasprirsi del conflitto tra Carlo V e Enrico II di Francia, che minacciava di trasformarsi in una guerra generale. Venne riaperto dieci anni dopo.

### Relazioni con le istituzioni della Chiesa
- Il 22 febbraio 1550 pubblicò la bolla Rationi congruit;
- Il 20 giugno 1550 pubblicò il motu proprio Cum sicut nobis;
- Il 17 luglio 1550 riconobbe con la bolla Quod alias l'Ordine Costantiniano di San Giorgio; il successivo 21 luglio diede una seconda definitiva approvazione alla fondazione della Compagnia di Gesù (i Gesuiti) nella bolla pontificia Exposcit debitum;
- L'11 agosto dello stesso anno emanò la Ad hoc nos, che confermava ai padri Barnabiti i privilegi già concessi dai suoi predecessori;
- Sempre nel 1550 consolidò la struttura dell'Inquisizione istituendo un tribunale del Sant'Uffizio in tutte le curie vescovili, affidato ad un vescovo e ad un commissario specialmente delegato, generalmente un frate domenicano.
- Nel 1551 sancì la secolarizzazione dell'Ordine di Calatrava e dell'Ordine di Avis, permettendo ai membri di disporre liberamente delle loro proprietà[3].

### Principali documenti del pontificato
Decisioni in campo liturgico
- Il 24 febbraio 1550 Giulio III inaugura, con l'apertura della Porta Santa della basilica di San Pietro, il X Giubileo, indetto da Paolo III, con la Bolla Si pastores ovium, e che si concluse il giorno dell'epifania del 1551. L'afflusso dei pellegrini fu seguito da San Filippo Neri e dalla Confraternita della Santa Trinità.
- 1553: Giulio III regolamenta i matrimoni misti in cui uno dei due coniugi è di fede cattolica. Si stabilisce che i figli debbano seguire la confessione del padre.

Provvedimenti verso gli ebrei
- Con la bolla Exsposcit debitum (21 luglio 1550) il pontefice conferma le costituzioni della comunità ebraica;
- 1553: a causa di una vertenza legale sorta tra due stampatori veneziani sull'opera del rabbino Mosè Maimonide (1138-1204), il pontefice interviene disponendo la messa al rogo del Talmud.[4]
- Giulio III soffrì di attacchi di artrite gottosa, che si fecero più frequenti con l'avanzare dell'età. Il pontefice necessitò di un controllo medico costante. Egli nominò medico da camera un ebreo: Teodoro dei Sacerdoti. Altri medici ebrei consultati dal pontefice furono: Giovanni Rodriguez di Castelbianco (di origine portoghese) e Vitale Alatino da Spoleto[5].
- Giulio III proibì il battesimo forzato dei bambini ebrei senza il consenso dei genitori.
- Il 20 marzo 1553 confermò i privilegi degli ebrei portoghesi.

### Relazioni con gli Stati europei

#### Giulio III tra Francia e Impero
In ringraziamento ai cardinali Farnese, che l'avevano sostenuto nel conclave, Giulio III aveva assegnato definitivamente il Ducato di Parma ad Ottavio Farnese (1550). Suo fratello Orazio fu confermato nel Ducato di Castro. Entrambi conservarono le loro cariche, rispettivamente, di Gonfaloniere di Santa Romana Chiesa e di prefetto di Roma. L'imperatore Carlo V, invece, non aveva voluto restituire ai Farnese la città di Piacenza, ancora nelle mani di Ferrante I Gonzaga, governatore di Milano per conto dell'imperatore e manteneva costantemente le sue mire su Parma.
Ottavio Farnese strinse allora un'alleanza con l'acerrimo rivale di Carlo V per la riconquista di Piacenza. Il 27 maggio 1551 il duca di Parma e il re di Francia Enrico II firmarono un trattato nel quale il duca prometteva di non abbandonare l'alleanza con i Valois ed il re prendeva casa Farnese sotto la sua protezione, assicurando il concorso delle sue truppe e del suo tesoro. In conseguenza di questo accordo Giulio III dichiarò il duca Ottavio reo di ribellione e lo spogliò delle sue cariche e del suo ducato. Quando il fratello Orazio si schierò al suo fianco, il papa gli tolse la prefettura di Roma e mise sotto sequestro il Ducato di Castro.
Il Gonzaga occupò Brescello e si preparò ad assediare Parma. La guerra, che tornava a mettere di fronte Francia e Impero, veniva combattuta ancora una volta in Italia. Enrico II ordinò al suo esercito di invadere il Piemonte. Questa manovra costrinse il Gonzaga ad alleggerire la pressione sul Ducato di Parma (settembre 1551) e fece ricadere sul pontefice il peso maggiore della guerra.
Per escludere un'invasione francese della penisola, le truppe del pontefice marciarono verso la pianura padana. Nel luglio dello stesso 1551 Giulio III inviò il nipote Gian Battista del Monte ad assediare Mirandola, tenuta da un piccolo nucleo di francesi, comandati da Piero Strozzi; la morte del nipote (1552) fece fallire l'assedio..
Giulio III cercò allora di riavvicinarsi alla Francia, ma le trattative furono rotte dalle eccessive pretese di Enrico II. Tuttavia, quando il Papa si accorse che l'imperatore era in gravissime difficoltà, i negoziati furono ripresi e, il 29 aprile 1552, si arrivò ad un accordo. Tale accordo stabiliva una tregua di due anni, trascorsi i quali Ottavio Farnese poteva accordarsi col Papa come meglio credeva, e la restituzione del Ducato di Castro ai due cardinali Farnese. All'imperatore vennero concessi 11 giorni per accettare l'accordo. Carlo V ratificò l'accordo il 10 maggio.

#### Gli altri Stati
- Il 6 luglio 1553 morì il re d'Inghilterra Edoardo VI. La corona passò alla sorellastra Maria. Di confessione cattolica in un paese ormai largamente protestante, la sua nomina fu salutata con soddisfazione a Roma. Il papa nominò legato apostolico per il regno inglese il cardinale Reginald Pole, suo consigliere. Maria abrogò l'Atto di Supremazia inglese. In questo modo l'Inghilterra riabbracciò la fede cattolica (1554).
- Nel 1552 fu assassinato in Germania il cardinale Giorgio Martinuzzi;
- Nel 1555 il pontefice inviò come proprio rappresentante alla Dieta di Augusta il cardinale Giovanni Morone. Giulio III morì prima della conclusione della dieta.

### Mecenatismo e opere realizzate a Roma

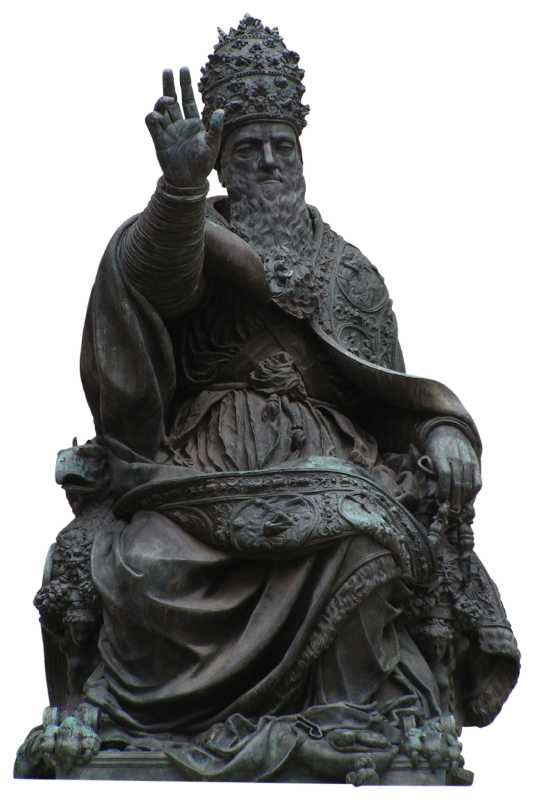
Statua in bronzo di papa Giulio III eretta a Perugia nel 1555.

Giulio III trascorse gli ultimi anni della sua vita a Villa Giulia. Qui organizzò grandi celebrazioni e sontuosi ricevimenti.
Fu patrono di scrittori e artisti. Ordinò la costruzione della chiesa di Sant'Andrea, eretta nel 1553 all'interno del complesso della sua villa suburbana. Affidò il progetto a Jacopo Barozzi da Vignola.
Lo scultore Vincenzo Danti (1530-1576) scolpì la statua bronzea di papa Giulio III (1555), collocata all'esterno del duomo di Perugia.

#### Villa Giulia
Tra il 1551 e il 1553 Giulio III fece costruire sulla via Flaminia Villa Giulia, opera a cui lavorarono l'Ammannati, il Vignola e il Vasari.
Il complesso della villa si articola su due cortili separati da un ninfeo, che originariamente era un vero e proprio teatro d'acque. Internamente la villa è riccamente decorata con affreschi, stucchi, marmi policromi e statue. Tra le altre opere, sul soffitto di un portico è affrescato un pergolato ricoperto da viti da rose e da gelsomini, dove dei putti giocano con i rispettivi genitali. Joachim du Bellay il poeta francese al seguito del cardinale du Bellay, espresse la sua opinione scandalizzata in due sonetti della serie Les regrets (pubblicati dopo la scomparsa del Papa, nel 1558). Dopo la morte del Papa, la villa fu ereditata dal fratello Baldovino, ma, alla sua morte avvenuta nel 1557, fu confiscata da Paolo IV.

### Patrono di arti e scienze
Il pontefice nominò:
- Michelangelo Buonarroti, capo degli architetti della fabbrica di San Pietro;
- Giovanni Pierluigi da Palestrina, maestro di cappella della basilica vaticana;
- Nominò Marcello Cervini, futuro papa Marcello II, bibliotecario della Biblioteca apostolica vaticana. Giulio III provvide anche ad ampliare l'istituzione.

Inoltre potenziò l'Università La Sapienza di Roma.
Il 31 agosto 1552 pubblicò la bolla Dum sollicita con la quale istituì il seminario Collegium Germanicum (oggi Collegio Germanico-Ungarico), destinato all'educazione dei giovani prelati tedeschi nella riforma della Chiesa in Germania.

Nel 1551 fondò l'università della cittadina tedesca di Dillingen.

### Morte e sepoltura

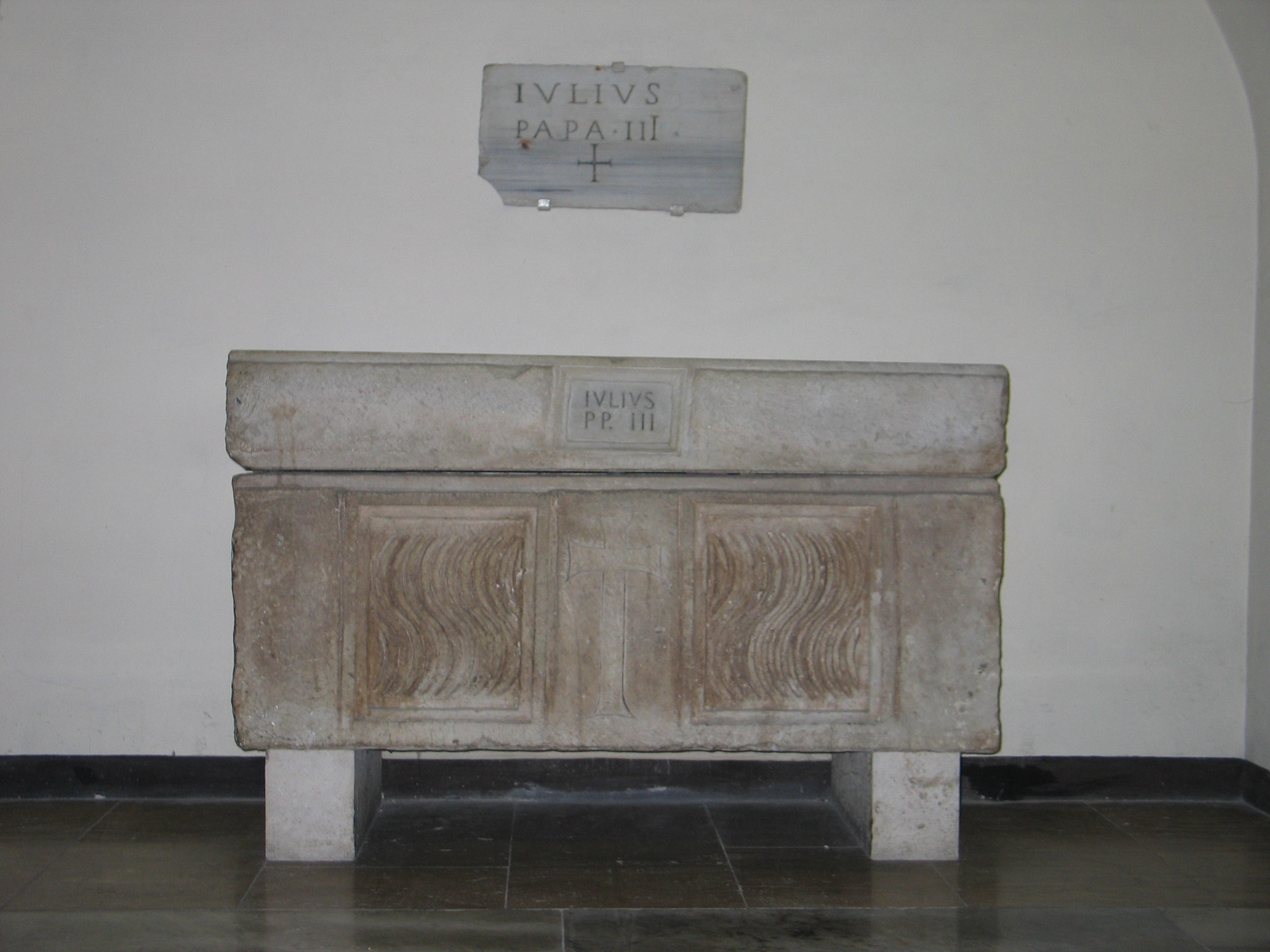
La tomba di Giulio III nelle Grotte Vaticane

Giulio III, che soffriva di gotta da molto tempo, morì a Roma il 23 marzo 1555 all'età di 67 anni.

È sepolto nelle Grotte Vaticane.

## Concistori per la creazione di nuovi cardinali
Papa Giulio III durante il suo pontificato ha creato 20 cardinali nel corso di 4 distinti concistori.

## Diocesi erette da Giulio III
- 2 aprile 1550: Diocesi di Portalegre.
- 25 febbraio 1551(bolla Super specula):
  - Diocesi di San Salvador di Bahia (fu la prima diocesi brasiliana).
- 27 giugno 1552:
  - Diocesi di La Plata o Charcas (il territorio fu ricavato dalla diocesi di Cusco).
- 20 aprile 1553: 
  - Patriarcato di Babilonia dei Caldei (con sede ad Amida):
  - Eparchia di Amida (nell'Alta Mesopotamia);
  - Eparchia di Gazarta (Alta Mesopotamia);
  - Eparchia di Mardin (Alta Mesopotamia);
  - Eparchia di Seert (Alta Mesopotamia).

## Politica familiare

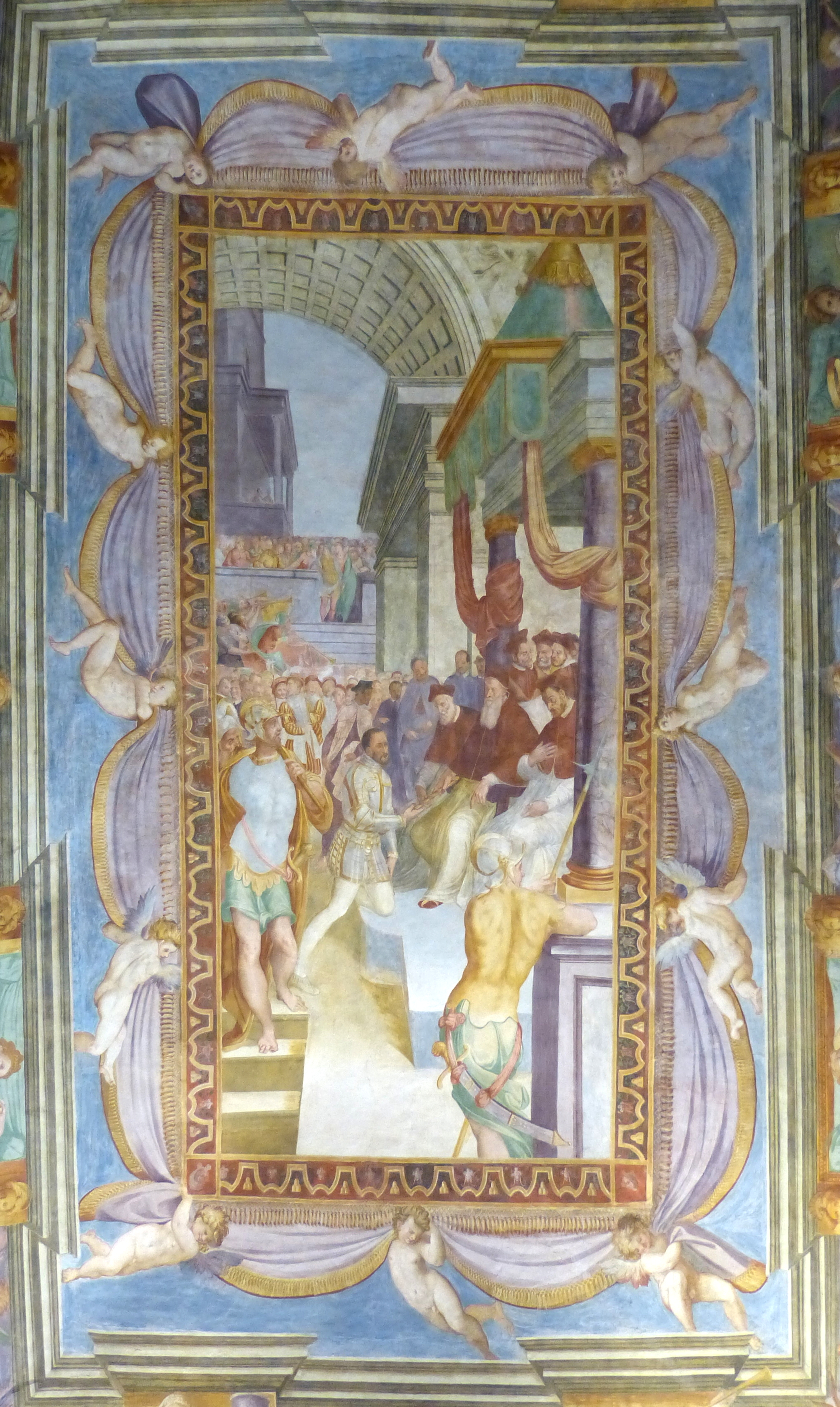
Giulio III consegna, nel 1555, il Bastone di Custode della Chiesa al nipote Ascanio della Corgna, Pomarancio (Palazzo della Corgna, Castiglione del Lago).

Nel primo concistoro da lui convocato il 30 maggio 1550, Giulio III nominò cardinale il nipote adottivo, l'allora diciassettenne Innocenzo del Monte (1532-1577), che divenne anche suo segretario particolare. Tale nomina suscitò ampio stupore nelle corti europee. Anche alcuni cardinali protestarono. Girolamo Muzio scrive nel 1550 in una lettera a Ferrante I Gonzaga: 
dove rotto significherebbe "omosessuale".
Nel 1550 Giulio III concesse alla sorella Giacoma (moglie del perugino Francia della Corgna) il feudo di Castiglione del Lago e del Chiugi, convertito nel 1563 in marchesato per i nipoti Ascanio della Corgna e il cardinale Fulvio: il palazzo castiglionese, progettato da Galeazzo Alessi su disegni del Vignola, fu prestigiosa sede di cenacoli letterari, frequentati da artisti e dotti, tra cui il poeta Cesare Caporali e lo scrittore politico Scipione Tolomei.
Suo fratello maggiore Baldovino Ciocchi del Monte (1485-1556) si unì in matrimonio con Giulia Mancini. Baldovino divenne duca di Camerino (1550); suo figlio Giambattista Ciocchi del Monte assunse i titoli di duca di Nepi, generale e governatore di Fermo.
Cristofora, figlia di Baldovino, sposò il conte di Castel di Piero, Antonio Simoncelli. Nel 1553 il loro figlio Girolamo Simoncelli fu creato cardinale.
La sorella Ludovica sposò il marchese Roberto de' Nobili. Il loro figlio si unì in matrimonio con la figlia di Sforza di Castell'Arquato (1520-1575). Il loro figlio primogenito, Vincenzo (circa 1515-1560) generò Roberto de' Nobili, che fu creato cardinale da Giulio III nel 1553.
Margherita Ciocchi del Monte, zia di Giulio III, ebbe un figlio maschio da Cecco Guidalotti, patrizio di Perugia. Cristoforo Guidalotti Ciocchi del Monte fu creato cardinale da Giulio III nel 1551.

## Genealogia episcopale e successione apostolica
La genealogia episcopale è:
- Vescovo Tito Veltri de Viterbo
- Cardinale Antonio Maria Ciocchi del Monte
- Papa Giulio III

La successione apostolica è:
- Arcivescovo Ambrogio Catarino Politi, O.P. (1546)
- Cardinale Sebastiano Antonio Pighini (1546)
- Patriarca Shimun VIII Sulaqa (1553)

## Albero genealogico
|                            |   |   | Genitori |  |  | Nonni |  |  | Bisnonni                  |  |  | Trisnonni                |  |
|                            |   |   |          |  |  |       |  |  | Antonio Ciocchi dal Monte |  |  | Pietro Ciocchi dal Monte |  |
|                            |   |   |          |  |  |       |  |  | Antonio Ciocchi dal Monte |  |  | Pietro Ciocchi dal Monte |  |
|                            |   | … |          |  |  |       |  |  | Antonio Ciocchi dal Monte |  |  |                          |  |
| Fabiano Ciocchi dal Monte  |   |   |          |  |  |       |  |  | Antonio Ciocchi dal Monte |  |  |                          |  |
|                            |   | … | …        |  |  |       |  |  |                           |  |  |                          |  |
|                            |   | … | …        |  |  |       |  |  |                           |  |  |                          |  |
|                            |   | … | …        |  |  |       |  |  |                           |  |  |                          |  |
| Vincenzo Ciocchi dal Monte |   | … |          |  |  |       |  |  |                           |  |  |                          |  |
|                            |   | … | …        |  |  |       |  |  |                           |  |  |                          |  |
|                            |   | … | …        |  |  |       |  |  |                           |  |  |                          |  |
|                            |   | … | …        |  |  |       |  |  |                           |  |  |                          |  |
| Jacopa?                    |   | … |          |  |  |       |  |  |                           |  |  |                          |  |
|                            |   | … | …        |  |  |       |  |  |                           |  |  |                          |  |
|                            |   | … | …        |  |  |       |  |  |                           |  |  |                          |  |
|                            |   | … | …        |  |  |       |  |  |                           |  |  |                          |  |
| Giulio III                 |   | … |          |  |  |       |  |  |                           |  |  |                          |  |
|                            | … | … |          |  |  |       |  |  |                           |  |  |                          |  |
|                            | … | … |          |  |  |       |  |  |                           |  |  |                          |  |
|                            | … | … |          |  |  |       |  |  |                           |  |  |                          |  |
| Jacomo Saracini            | … |   |          |  |  |       |  |  |                           |  |  |                          |  |
|                            |   | … | …        |  |  |       |  |  |                           |  |  |                          |  |
|                            |   | … | …        |  |  |       |  |  |                           |  |  |                          |  |
|                            |   | … | …        |  |  |       |  |  |                           |  |  |                          |  |
| Cristofara Saracini        |   | … |          |  |  |       |  |  |                           |  |  |                          |  |
|                            |   | … | …        |  |  |       |  |  |                           |  |  |                          |  |
|                            |   | … | …        |  |  |       |  |  |                           |  |  |                          |  |
|                            |   | … | …        |  |  |       |  |  |                           |  |  |                          |  |
| Onorata Orsini             |   | … |          |  |  |       |  |  |                           |  |  |                          |  |
|                            |   | … | …        |  |  |       |  |  |                           |  |  |                          |  |
|                            |   | … | …        |  |  |       |  |  |                           |  |  |                          |  |
|                            |   | … | …        |  |  |       |  |  |                           |  |  |                          |  |
|                            |   | … |          |  |  |       |  |  |                           |  |  |                          |  |